# MiniDiscs (Hacked)
MiniDiscs (Hacked) — добірка записів англійського альтернативного рок-гурту Radiohead, зроблених під час роботи над альбомом OK Computer 1997 року. Він містить понад 16 годин демо-записів, репетицій, живих виступів та іншого матеріалу.
Записи взяті з міні-дисків, що належать співаку Тому Йорку, і не призначались для випуску. Після того, як вони були злиті в Інтернет у червні 2019 року, Radiohead випустили їх через сайт обміну музикою Bandcamp на термін 18 днів, а всі кошти пішли групі екологів Extinction Rebellion.

## Реліз
5 червня 2019 року колекціонер під ім'ям Zimbra виклав записи в мережу, заявивши, що обміняв їх на неопубліковані записи Beatles. Можливо, вони були викрадені, коли архівний матеріал готувався до перевидання OK Computer 2017 року. Гітарист Ед О'Браєн розповів, що їх зламали з хмарного архіву Radiohead.
Згідно з повідомленнями, Zimbra спочатку вимагав від Radiohead викуп у 150 000 доларів за те, щоб не оприлюднювати записи. Однак, згідно з розслідуванням Pitchfork, Zimbra натомість сподівався продати їх фанатам. Zimbra розповів Pitchfork, що «вся ця справа в 150 тисяч доларів і „викуп“ була вирвана з контексту». Фанат, який вів переговори з Zimbra на дискусійній платформі Reddit, сказав, що не вірить у здирництво: «Він ніколи не казав нам нічого, що б припускало, що він намагався отримати гроші від групи, лише від фанатів».
11 червня Radiohead зробили записи доступними для потокової передачі або придбання на сайті розповсюдження музики Bandcamp на термін протягом 18 днів. Усі кошти пішли групі захисників навколишнього середовища Extinction Rebellion, а було зібрано приблизно 500 000 фунтів стерлінгів.

## Трек-лист
Кожен міні-диск включається як одна доріжка тривалістю приблизно годину; вміст не розбивається на окремі треки. Шанувальники зібрали документ Google, щоб ідентифікувати пісні та позначки часу.
Усі треки написані Томом Йорком, Джонні Грінвудом, Філом Селуеєм, Едом О'Брайєном і Коліном Грінвудом.
Автор музики і слів Том Йорк, Джонні Грінвуд, Філ Селвей, Ед О'Браєн та Колін Грінвуд. 
| #        | Назва   | Тривалість |
| -------- | ------- | ---------- |
| 1.       | «MD111» | 1:10:47    |
| 2.       | «MD112» | 1:01:27    |
| 3.       | «MD113» | 1:05:08    |
| 4.       | «MD114» | 57:21      |
| 5.       | «MD115» | 57:04      |
| 6.       | «MD116» | 25:57      |
| 7.       | «MD117» | 55:28      |
| 8.       | «MD118» | 57:03      |
| 9.       | «MD119» | 53:37      |
| 10.      | «MD120» | 58:17      |
| 11.      | «MD121» | 1:00:21    |
| 12.      | «MD122» | 1:13:13    |
| 13.      | «MD123» | 17:52      |
| 14.      | «MD124» | 1:12:22    |
| 15.      | «MD125» | 56:10      |
| 16.      | «MD126» | 1:08:04    |
| 17.      | «MD127» | 26:49      |
| 18.      | «MD128» | 41:52      |
| 16:18:52 |         |            |